# David Fernández Borbalán
David Fernández Borbalán (Almería, 30 de mayo de 1973) es un exárbitro de fútbol español que desde 2004 hasta 2018 dirigió partidos en la Primera División de España. Pertenece al Comité de Árbitros de Andalucía.

## Trayectoria
Debutó en Primera División de España el 12 de septiembre de 2004 en el partido Levante Unión Deportiva contra el Real Racing Club de Santander (3–1). Tras su ascenso a Primera División, se convirtió en el segundo almeriense en arbitrar en la máxima categoría tras Juan Andújar Oliver. Su tío, Vicente Fernández, también fue árbitro.
El 16 de enero de 2010 recibió un multitudinario homenaje de sus compañeros árbitros de Almería, en el que estuvieron presentes el concejal de Deportes del Ayuntamiento de Almería, el presidente de la federación de Fútbol de Almería y el Juez Decano de Almería.
Dirigió el partido de vuelta de la Supercopa de España de 2011 entre el Fútbol Club Barcelona y el Real Madrid Club de Fútbol (3–2).
El 25 de mayo de 2012 fue el encargado de dirigir la final de la Copa del rey entre el Athletic Club y el Fútbol Club Barcelona (0–3).
Dirigió el partido de vuelta de la Supercopa de España de 2013 entre el Fútbol Club Barcelona y el Club Atlético de Madrid (0–0). Un año después sería el encargado de arbitrar el partido de vuelta de la Supercopa de España de 2014 entre el Club Atlético de Madrid y el Real Madrid Club de Fútbol (1–0).
El 20 de mayo de 2018 dirigió su último partido Primera División, entre el Athletic Club y el RCD Espanyol (0–1). Retirándose así del arbitraje de campo, ya que se incorporó como árbitro asistente de video en la misma liga. Fue él mismo quien solicitó que su retirada fuese en San Mamés.

Tenía en mente que mi retirada fuese en San Mamés. Pedía que se tratase de un partido tranquilo y ha podido ser.
David Fernández Borbalán

## Internacional
Desde enero de 2010 es árbitro internacional. Debutó el 18 de enero de 2010 en el partido amistoso entre Finlandia y Corea. Su último partido como árbitro internacional fue en la final de la Copa de Grecia, el 12 de mayo de 2018, entre PAOK de Salónica y AEK de Atenas (2–0).

## Registro de partidos
| Competición                                          | Partidos | Amonestado | Otorgado · Expulsado | Expulsado | Anotado · Penal |
| ---------------------------------------------------- | -------- | ---------- | -------------------- | --------- | --------------- |
| Clasificación de UEFA para la Copa Mundial de Fútbol | 6        | 20         | 0                    | 0         | 0               |
| Liga de Campeones de la UEFA                         | 18       | 72         | 0                    | 1         | 6               |
| Liga Europa de la UEFA                               | 20       | 77         | 1                    | 3         | 5               |
| Clasificación para la Eurocopa                       | 5        | 24         | 2                    | 2         | 3               |
| Amistosos internacionales                            | 5        | 1          | 0                    | 0         | 0               |
| Primera División de España                           | 245      | 1266       | 43                   | 34        | 60              |
| Copa del Rey                                         | 37       | 174        | 6                    | 7         | 7               |
| Supercopa de España                                  | 3        | 23         | 1                    | 5         | 1               |
| Liga de Fútbol de la República Checa                 | 1        | 9          | 0                    | 0         | 0               |
| Liga Profesional Saudí                               | 3        | 9          | 0                    | 0         | 0               |
| Copa de Grecia                                       | 1        | 7          | 2                    | 1         | 1               |

## Premios
- Silbato de oro de Primera División (1): 2011
- Trofeo Vicente Acebedo (1): 2012